# Пихта сахалинская
Пихта сахалинская (лат. Ábies sachalinensis) — дерево; вид рода Пихта (Abies) семейства Сосновые (Pinaceae).

## Ботаническое описание
Вечнозелёное дерево до 30 м высотой и до 1 м диаметром, с густой пирамидальной острой кроной, ветви слегка изогнуты вверх.
Кора относительно гладкая, тёмно-серая, с возрастом темнеющая с многочисленными смоляными желваками, заполненными душистой прозрачной живицей (называемой «пихтовым бальзамом»). Шишки вертикальные, цилиндрические, на вершине округлые или туповатые, у основания округлые, коричневые или голубовато-чёрные, 5—8 см длиной и 2—2,5 см в диаметре. При созревании рассыпаются, а стержни остаются ещё на один — два года.
Хвоя мягкая, тёмно-зелёная, на вершине хвоинки закруглённые или, чаще, выемчатые с белыми или сизоватыми устьичными полосками с нижней стороны, 2-4 см длиной, 2 мм шириной.
Морозостойка, требовательна к влажности воздуха и почвы, теневынослива.

## Распространение и экология
Распространёна в северной части Хоккайдо. В России — на острове Сахалин и Курильских островах.
На Сахалине образует темнохвойные пихтово-еловые леса. На южном Сахалине местами растёт вместе с пихтами Майра и Вильсона. На Курильских островах растёт с елью или образует чистые леса (особенно на Итурупе).
Хорошо возобновляется в естественных условиях. Растёт на свежих суглинистых и суглинисто-песчаных почвах. Требовательна к влажному и теплому воздуху. Смолоду растёт медленно, достигает к 20 годам 1—2,3 м, к 50 годам — 10—18 м, а к 100 годам — 20— 28 м высоты. Доживает до 180—200, редко — до 250 лет. Почти все стволы крупных деревьев поражены внутренней гнилью.
По данным Леонида Любарского и Любови Васильевой на пихте сахалинской найдены следующие дереворазрушающие грибы: трутовик Гартига (Phellinus hartigii), корневая губка (Heterobasidion annosum), трутовик окаймлённый (Fomitopsis pinicola), феолус Швейница (Phaeolus schweinitzii), трутовик серно-жёлтый (Laetiporus sulphureus), Ишнодерма смолистая (Ischnoderma resinosum), опёнок зимний (Flammulina velutipes), чешуйчатка золотисто-жёлтая (Pholiota aurivella).

## Хозяйственное значение и применение

### В промышленности и строительстве
В древесине пихты смоляные ходы отсутствуют; цвет светло-жёлтый, легко обрабатывается.
В Японии употребляется для строительства кунгасов, отделки домов и на изготовление коробок для спичек.
Из живицы получают скипидар.

### В медицине
Из хвои молодых веток (пихтовой лапки) и шишек путём перегонки с водяным паром получают пихтовое масло, которое служит сырьём для получения медицинской камфоры.

### В медицине и оптике
Пихтовый бальзам, содержащийся в желваках коры, перерабатывается и используется в медицине (для приготовления ряда препаратов) и в оптике для склеивания элементов оптических систем. Для добывания бальзама желваки прокалываются и сдавливаются.

### В декоративном садоводстве
Для озеленения может использоваться в районах с достаточной влажностью . В культуре с 1878 года. В ботаническом саду Петра Великого плодоносит.